# مزرعه کادیلاک (فیلم)
مزرعه کادیلاک (به انگلیسی: Cadillac Ranch) فیلمی محصول سال ۱۹۹۶ و به کارگردانی لیزا گوتلیب است. در این فیلم بازیگرانی همچون کریستوفر لوید، سوزی آمیس، لیندن اشبی و جیم متسلر ایفای نقش کرده‌اند.